# Волянова, Надя
Надя (Нади) Волянова (англ. Nadeea Volianova; род. 1986) — американская певица русско-французского происхождения.

## Биография
Родилась 2 сентября 1986 года в Париже.
Работает в шоу-бизнесе с 2005 года.
В 2008 году вышел её первый альбом под названием «From Russia with love» («Из России с любовью»).
Сейчас Волянова живет в Америке, где делает карьеру певицы, а себя позиционирует как «русская Леди Гага».
Пресса часто отмечает, что наряды Воляновой не совсем удачны.